# Luftangriffe auf Kōbe
Die Luftangriffe auf Kōbe in den letzten sieben Monaten des Zweiten Weltkrieges zerstörten die japanische Stadt Kōbe zu über 55 %. In der Zeit vom Februar bis August 1945 war die Stadt fünf Mal das Ziel von Bombereinheiten der United States Army Air Forces (USAAF).

## Wirtschaftliche Bedeutung der Stadt
Im Jahr 1944 war Kōbe die sechstgrößte Stadt auf den japanischen Hauptinseln. Zu dieser Zeit hatte die Stadt 976.234 Einwohner und eine Bevölkerungsdichte von 77.700–155.400 Einwohner pro km2. Damit gehörte Kōbe zu den am dichtesten besiedelten Städten Japans. Die Stadt erstreckte sich auf einem Küstenstreifen zwischen gebirgigem Gebiet und dem Meer. Im Nordosten grenzten die Außenbezirke an Ōsaka an. Das Stadtgebiet war rund 16 km lang und 1,6–4,0 km breit. Das bebaute Stadtgebiet hatte eine Fläche von über 14 km2. Zusammen mit den Agglomerationen umfasste die bebaute Fläche rund 36 km2.
Die Stadt war ein wichtiger Standort für die Petrochemie und die Schwerindustrie. Im Stadtgebiet waren verschiedene Stahlwerke und Gießereien für die Zivil- und Rüstungsindustrie angesiedelt. Neben der Schwerindustrie gab es verschiedene kriegswichtige Motorenfabriken, Elektronikwerke und Eisenbahnwerke mit Lokomotivfabriken in der Stadt. Ebenso befand sich das Kawanishi-Flugzeugwerk, der viertgrößte japanische Flugzeughersteller für Kampfflugzeuge in der Stadt.
Kōbe verfügte über einen großen Tiefwasserhafen mit einem weiträumigen Lagerareal mit großen Lagerhäusern. Daneben befanden sich im Hafengebiet zwei der größten Werften der japanischen Hauptinseln. Der Hafen von Kōbe zählte zu den größten und wichtigsten Japans. Das Hafengebiet war an mehrere Eisenbahnlinien angeschlossen, was die Kōbe auch zu einem wichtigen Verkehrsknotenpunkt machte.

## Luftangriffe

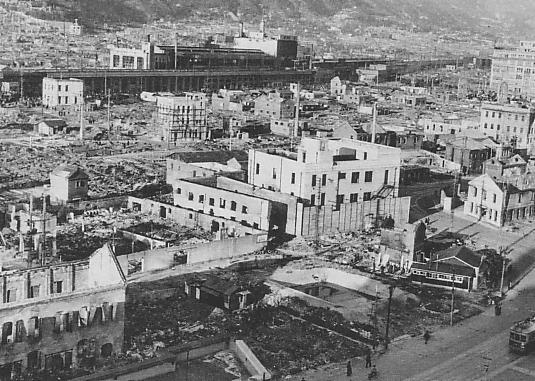
Kōbe nach den Luftangriffen

Ein erster früher Luftangriff auf Kōbe erfolgte am 18. April 1942 im Rahmen des Doolittle Raid. Ein mittlerer Bomber B-25J Mitchell warf vier 500-Pfund-Bomben (227 kg) auf die Industrieviertel. Die angerichteten Schäden waren gering.
Weitere Luftangriffe erfolgten erst, nachdem im Oktober 1944 die ersten Einheiten des XXI Bomber Command der Twentieth Air Force (20th AF) auf den Marianen stationiert wurden. Dieser Verband war mit dem fortschrittlichen Bomber B-29 Superfortress ausgerüstet. Die B-29 konnte schwere Bombenlasten über weite Distanzen und in großer Höhe transportieren. Kōbe wurde bei der strategischen Bombardierung Japans eine geringere Bedeutung als anderen Städten beigemessen und vorerst nicht angegriffen. Gemäß der von Henry H. Arnold festgelegten Zieldirektive für das XXI Bomber Command hatten die Städte mit Flugzeugwerken die höchste Priorität. Danach folgten die anderen urbanen Gebiete mit Industriezentren in der zweithöchsten Priorität. Die Direktive sah weiter vor, dass Brandbombenangriffe auf die urbanen Gebiete beginnen sollten, sobald ausreichend B-29-Bomber sowie genügend Brandbomben eine intensive Bombardierung ermöglichten. Bis dahin wurden weiter die Flugzeugwerke mit wenig Erfolg aus großer Höhe bombardiert.
Anfang November 1944 wurde die 20th AF unter Brigadegeneral Curtis LeMay mit den ersten Chargen AN-M69-Napalm-Streubomben beliefert. Dieser Brandbombentyp war eigens für den Angriff auf japanische Städte entwickelt worden. Nachdem am 6. Januar 1945 dieser Bombentyp versuchsweise bei einem wenig erfolgreichen Luftangriff auf Nagoya zum Einsatz kam, wollte LeMay Anfang Februar 1945 einen weiteren Testangriff gegen Kōbe fliegen lassen. Aufgrund der vorherrschenden Bauweise und der schwach ausgeprägten Zivilverteidigung war Kōbe durch den Einsatz von Brandbomben stark gefährdet. Das städtische Gebiet war dicht bevölkert und die meisten Gebäude aus leicht entflammbaren Materialien wie Holz oder Papier errichtet. Zusätzlich lagen Industrie- und Militäranlagen mitten in dicht besiedelten Gebieten. Nach diesem Testangriff blieb Kōbe bis im März 1945 vor weiteren Flächenbombardements verschont. Erst nach den schweren Brandbomben-Flächenbombardements auf die wichtigen Städte Tokio, Nagoya und Ōsaka folgte wieder Kōbe auf der Zielliste des XXI Bomber Command.
Das vorrangige Ziel der Luftangriffe war die Zerstörung der industriellen Kapazität von Kōbe. Die Absicht dieser Angriffe war die Schwächung der japanischen Rüstungsindustrie, um die Versorgung der Kaiserlich Japanischen Armee einzuschränken und zu unterbinden. Das zweite Ziel war die Bevölkerung der Stadt. Mit der Vernichtung der Arbeitskräfte erhofften sich die Planer massive Einbußen in der Industrieproduktion. Dies sollte zu Versorgungsengpässen beim Militär und der Zivilbevölkerung führen. Weiter wollte man die Moral (Arbeitsmoral, Durchhaltewillen usw.) der Bevölkerung schwächen oder brechen.

### 4. Februar 1945
Die Mission 26 der 20th AF war ein großangelegter Testangriff mit AN-M69-Napalm-Streubomben. An der Operation Middleman I beteiligten sich B-29-Bomber des 73rd und dem neu aufgestellten 313th Bombardment Wing. Ziel dieser Mission war das im Südwesten von Kōbe gelegene Industrie- und Hafenviertel. Die Bomber waren mit AN-M41-Splitterbomben und M18 (E28)-Streubomben mit je 38 AN-M69-Napalmbomben beladen. Von 110 auf den Marianen gestarteten Flugzeugen erreichten 99 das Zielgebiet. Elf Bomber mussten den Angriff wegen heftigen Höhenwinden abbrechen oder flogen das Ausweichziel Natsuzka an. 69 Flieger bombardierten mit Radarhilfe, aus einer Höhe von 7.468–8.230 m die Primärziele. 30 weitere Bomber konnten wegen der starken Bewölkung das Primärziel nicht ausmachen und luden ihre Bomben aufs Geratewohl über Kōbe ab. Dabei lösten verschiedene Bomber ihre Bombenladung zu früh aus, so dass diese ins Meer fielen. Innerhalb einer Stunde wurden 151,5 Tonnen Brandbomben sowie 14,7 Tonnen Splitterbomben auf Kōbe abgeworfen. Diese brannten rund 0,25 km2 Stadtgebiet nieder. 1039 Gebäude, darunter 20 Fabriken wurden komplett niedergebrannt. Zwölf als kriegswichtig eingestufte Industriebetriebe wurden durch den Angriff zerstört oder schwer beschädigt. Gemäß japanischen Angaben forderte der Angriff in der Stadt 38 Tote und 150 Verletzte. 4.350 Personen wurden durch den Angriff obdachlos. Während des Luftangriffes zählten die B-29-Besatzungen neben starkem Flakfeuer 100 japanische Jagdflugzeuge die 273 Angriffe auf die Bomberformation flogen. 35 B-29 wurden durch die japanische Abwehr beschädigt. Nach dem Angriff beanspruchten die Amerikaner drei Abschüsse sowie 20 wahrscheinliche Abschüsse für sich. Weitere 39 Jagdflugzeuge sollen beschädigt worden sein. Bei diesem Einsatz gingen zwei B-29 verloren: Ein Flugzeug ging bei der Landung zu Bruch und brannte aus. Ein weiteres Flugzeug, die SN 42-24629 „Devil's Darlin“ wurde über dem Ziel von der Abwehr beschädigt. Während des Rückfluges fielen nacheinander alle vier Motoren aus und das Flugzeug musste rund 95 km vor Saipan notwassern. Bis auf den Pilot konnten alle Besatzungsmitglieder gerettet werden.

### 16. März 1945
Mit der Mission 43 flog die 20th AF in der Nacht vom 16. auf den 17. März einen Flächenangriff mit Brandbomben auf die südwestlichen Wohn- und Industrieviertel von Kōbe. An der Operation Middleman II beteiligten sich B-29-Bomber der 73rd, 313th und 314th Bombardment Wings. Von 330 gestarteten Bombern erreichten 306 das Zielgebiet, das südöstliche Stadtgebiet. 21 Bomber mussten den Flug abbrechen und drei weitere flogen das Ausweichziel an. Vorausfliegende Flugzeuge vom 314th BW warfen AN-M76-Napalmbomben zur Zielmarkierung ab. Danach bombardierten während gut zwei Stunden 306 Flugzeuge aus einer Höhe von 1.402–2.743 m das markierte Zielgebiet mit Brandbomben. Starke Winde entfachten aus den vielen Großfeuern einen Feuersturm, der neben Rauch auch heftige thermische Winde entwickelte, so dass viele nachfolgende Flugzeuge auf eine viel größere Höhe steigen mussten und von dort ihre Waffenlast abwarfen. Einzelne Bomber konnten wegen des Rauchs und der Turbulenzen ihre Ziele nicht ausmachen und luden ihre Bomben ungezielt über der Stadt ab. Die B-29-Bomber luden in dieser Nacht 319,3 Tonnen AN-M76-Napalmbomben, 1.068,7 Tonnen AN-M50-Stabbrandbomben, 630,5 Tonnen AN-M69-Napalmbomben und 18,1 Tonnen 500-Pfund-Sprengbomben (227 kg) über Kōbe ab. Die Feuerwehr und vorgängig angelegte Brandschneisen konnten eine großflächige Ausbreitung des Feuers nicht verhindern und der Feuersturm brannte 7,5 km2 urbanes Gebiet nieder, was rund 20 % der Stadtfläche entsprach. Gemäß japanischen Angaben brannte der Angriff 500 Fabrik- und Lagerhallen nieder und beschädigte 162 weitere. Außerdem wurden 65.951 Wohnungen ein Raub der Flammen. Ebenso wurde die große Kawasaki-Schiffswerft nahezu komplett niedergebrannt. Der Angriff forderte 2.669 Tote und Vermisste sowie 11.289 Verletzte am Boden. 242.468 Personen wurden durch den Angriff obdachlos. Nach dem Angriff verließen 97.867 Bewohner die Stadt eigenmächtig oder wurden evakuiert. Bei diesem Angriff zählten die Bomberbesatzungen neben sporadischem Flakfeuer 93 Attacken von japanischen Jagdflugzeugen. Die Amerikaner beanspruchten einen Abschuss für sich. Drei B-29 gingen aus unbekannten Gründen, vermutlich durch die heftigen thermischen Winde, welche der Feuersturm verursachte, verloren. Fünf Bomber mussten bei diesem Einsatz auf Iwojima notlanden.

### 19. März 1945
An diesen Tagen führte die US Navy trägergestützte Luftangriffe auf Ziele im Raum Kōbe und Kure durch.
Die Flugzeuge der Task Force 58 (TF 58) griffen Flugfelder und Schiffe mit Bomben, Raketen und Bordwaffen an.

### 11. Mai 1945
Die Mission 172 der 20th AF hatte das Kawanishi-Flugzeugwerk in Kōbe zum Ziel. In diesem wurden die Jagdflugzeuge Kawanishi N1K1-J Shiden („George“) und der mittlere Bomber P1Y Ginga („Frances“) produziert. An der Operation Leafstalk I beteiligten sich B-29-Bomber der 58th, 73rd, und 314th Bombardment Wings. Von 102 auf den Marianen gestarteten Flugzeugen erreichten ab 10:30 Uhr Guamzeit 92 das Zielgebiet im Stadtteil Mikage. Neun weitere Bomber hatten den Angriff bereits frühzeitig abgebrochen. Der Angriff erfolgte bei starker Bewölkung, mit Radarhilfe aus einer Höhe von 4.785–6.096 m. Innerhalb von rund 10 Minuten warfen die Bomber 417,6 Tonnen Sprengbomben auf die Fabrikanlagen. Diese verwüsteten 35–39 % des Fabrikareals und rund 70 % der Produktionshallen sowie 11 weitere Fabrikgebäude. Daneben wurden auch rund 70 % einer neben dem Flugzeugwerk liegenden Marineakademie sowie 0,4 km2 angrenzendes Wohngebiet zerstört. Gemäß japanischen Angaben forderte der Angriff 405 Tote sowie 503 Verletzte in der Stadt. 20.351 Personen wurden durch den Angriff obdachlos. Während des Einsatzes zählten die Bomberbesatzungen neben starkem Flakfeuer 41 japanische Jagdflugzeuge, die 88 Angriffe auf die Bomberformation flogen. Dabei wurden fünf B-29 beschädigt. Nach dem Angriff beanspruchten die Amerikaner vier Abschüsse sowie 18 wahrscheinliche Abschüsse für sich. Neun weitere Jagdflugzeuge sollen beschädigt worden sein. Nach einer Flugzeit von 13 bis 15 Stunden landeten alle Bomber wieder auf den Marianen. Bei diesem Einsatz hatte das XXI Bomber Command keine Verluste durch Feindeinwirkung. Eine B-29 stürzte unmittelbar nach dem Start ins Meer, wobei alle elf Besatzungsmitglieder umkamen.

### 5. Juni 1945

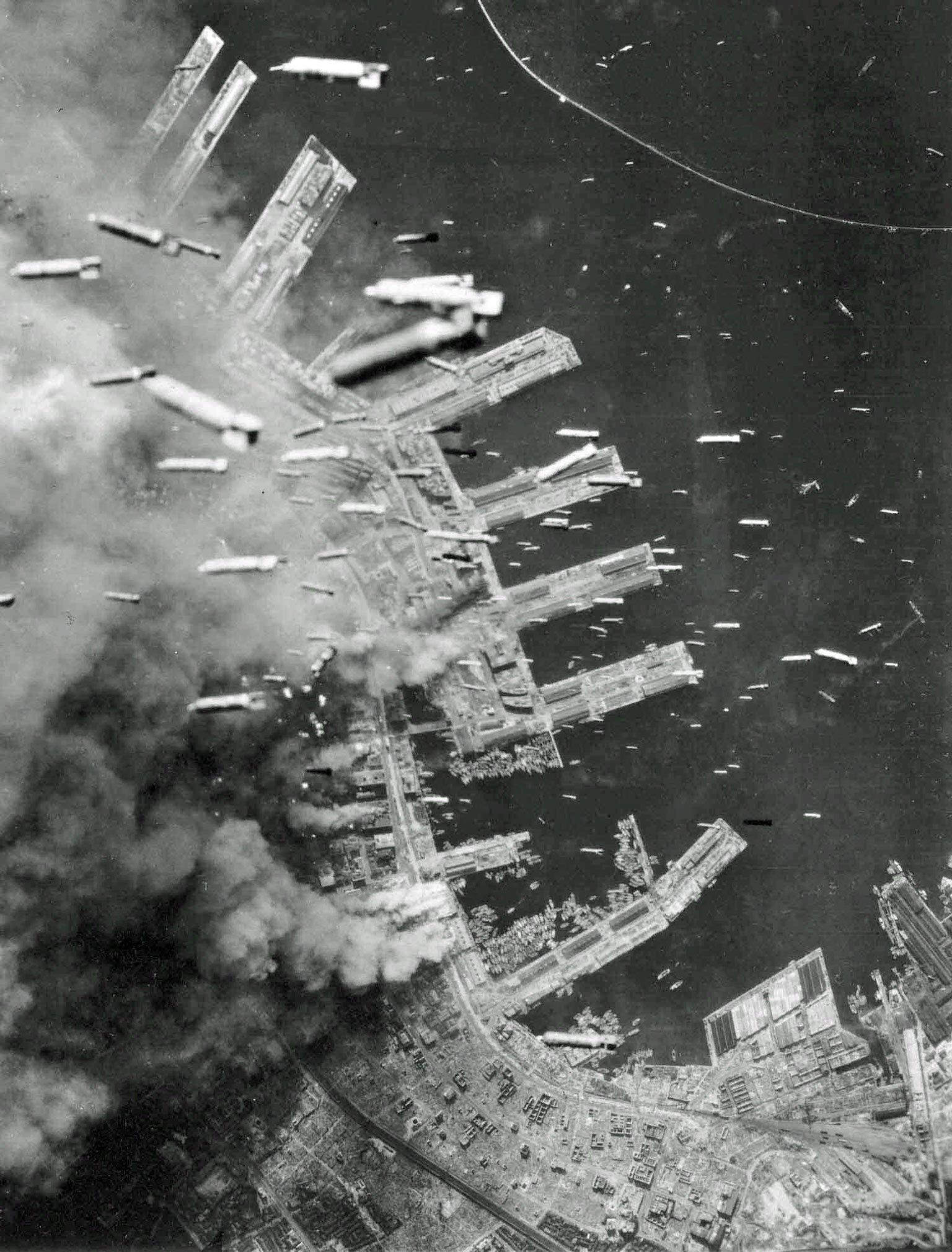
Abwurf von AN-M47-Brandbomben beim Angriff am 5. Juni

Mit der Mission 188 der 20th AF erfolgte ein weiterer Flächenangriff mit Brandbomben auf die Wohnviertel von Kōbe. Für diesen Einsatz sammelte das XXI Bomber Command nahezu alle verfügbaren Kräfte der 58th, 73rd, 313th und 314th Bombardment Wings. Die 523 auf den Marianen gestarteten B-29 wurden von P-51 Mustang Jagdflugzeugen des VII Fighter Command aus Iwojima eskortiert. Die B-29 erreichten die Stadt in einer für einen Tagesangriff niedrigen Flughöhe von 4.161–5.730 m. 473 Bomber warfen innerhalb von 90 Minuten ihre Bomben über dem Stadtzentrum sowie den östlichen und westlichen Stadtteilen ab. Acht weitere Bomber konnten ihre Zielgebiete nicht ausmachen und luden ihre Bomben aufs Geratewohl ab. Die B-29 luden bei diesem Einsatz 1.040,3 Tonnen AN-M47-Brandbomben, 911 Tonnen AN-M69-Napalmbomben, 780 Tonnen AN-M50-Stabbrandbomben und 74 Tonnen AN-M41-Splitterbomben über Kōbe ab. Der Angriff brannte weitere 11,4 km2 urbanes Gebiet nieder und zerstörten neben verschiedenen Wohnvierteln auch weitere 17 kriegswichtige Fabriken. Die ausgedehnten Flächenbrände konnten von der arg dezimierten Feuerwehr erst nach zwei Tagen gelöscht werden. Danach lag rund die Hälfte der Stadtfläche in Schutt und Asche. Gemäß japanischen Angaben forderte der Angriff 3.192 Tote sowie 10.064 Verletzte am Boden. Durch den Angriff wurden weitere 179.890 Personen obdachlos. Nach dem Angriff verließen weitere 73.343 Bewohner die Stadt freiwillig oder wurden evakuiert. Der Angriff stieß auf heftige Gegenwehr der Japaner und die amerikanischen Verluste waren hoch. 125 japanische Jagdflugzeuge fingen den Verband ab. In den darauffolgenden Luftkämpfen wurden drei amerikanische Bomber abgeschossen und weitere 82 beschädigt. Die Piloten der P-51 berichteten im Anschluss von 42 Luftsiegen und die B-29-Besatzungen von nochmals von 44 Feindabschüssen. Das starke Flakfeuer über dem Ziel führte zum Verlust von drei Bombern und beschädigte weitere 72. Daneben gingen über dem Ziel vier weitere Bomber aus unbekannten Gründen verloren. Ein weiterer Bomber machte auf dem Rückflug eine Bruchlandung auf Iwojima und musste abgeschrieben werden. 43 B-29 mussten auf dem Rückweg auf Iwojima notlanden. Die überlebenden Besatzungsmitglieder der über Japan abgeschossenen Bomber wurden noch am selben Tag hingerichtet.

### 25.–28. Juli
An diesen Tagen führte die US Navy trägergestützte Luftangriffe auf Ziele im Raum Kōbe und Ōsaka durch. An dem Angriff beteiligten sich Flugzeuge vom Typ TBF Avenger, SB2C Helldiver und F6F Hellcat der Task Force 37 (TF 37). Die Flugzeuge, die zuvor auf Flugzeugträgern gestartet waren, griffen Flugfelder, Kraftwerke, Eisenbahnanlagen und Schiffe mit Bomben, Raketen und Bordwaffen an.

### 30. Juli 1945

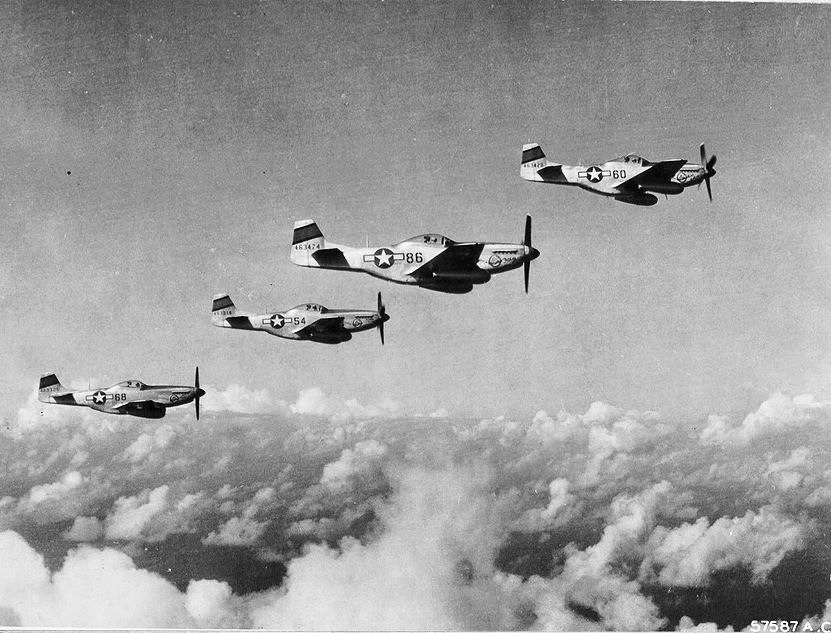
Auf Iwo Jima stationierte P-51 Mustang der 15th Fighter Group (VII Fighter Command)

An diesem Tag griffen Jagdbomber vom VII Fighter Command aus Iwojima Eisenbahnanlagen und Flugfelder im Großraum von Osaka und Kōbe an.

### 6. August 1945
Mit der Mission 314 der Twentieth Air Force erfolgte ein Flächenangriff auf drei Vororte von Kōbe. Der Angriff hatte die Agglomerationsgebiete Nishinomiya, Ashiya und Mikage zum Ziel, welche bei den vorhergehenden Flächenbombardements weitgehend verschont blieben. Für den Nachtangriff starteten auf den Marianen B-29-Bomber der 73rd und 314th Bombardment Wings. Von 261 gestarteten Bombern mussten acht den Flug abbrechen, sodass 253 Flugzeuge die Stadt erreichten. 17 B-29 des 314th Bombardment Wing markierten zuerst mit AN-M47-Brandbomben drei Zielgebiete. Danach bombardierten die Hauptformationen mit 233 Bombern die Zielgebiete aus einer Höhe 3.840–4.876 m. Drei weitere Bomber konnten ihre Ziele nicht ausmachen und luden die Bomben ungezielt über dem Stadtgebiet ab. Bei diesem Angriff wurden innerhalb 90 Minuten 1.744,3 Tonnen Brandbomben vom Typ AN-M47, AN-M50, AN-M69 sowie 73,63 Tonnen AN-M41 Splitterbomben (9,1 kg) und AN-M64 Sprengbomben (227 kg) abgeworfen. Die entfachten Flächenbrände und Großfeuer brannten in den drei Außenbezirken 7,3 km2 urbanes Gebiet nieder. Die Feuer zerstörten in den Außenbezirken 18.240, und in Kōbe weitere 2.283 Gebäude. Nochmals wurden acht weitere kriegswichtige Industriebetriebe zerstört oder stark beschädigt. Der Angriff forderte gemäß japanischen Angaben in Kōbe (ohne Außenbezirke) 81 Tote, 285 verletzte und machte weitere 9.430 Einwohner obdachlos. Während des Einsatzes beobachteten die B-29-Besatzungen 25–30 japanische Jagdflugzeuge die acht Angriffe auf die Bomberformation flogen. Das Flakfeuer und die Jagdflugzeuge beschädigten fünf B-29. Ein Bomber musste auf dem Rückflug, nachdem zwei Motoren ausgefallen waren, notwassern. Weitere 23 B-29 mussten auf Iwojima notlanden. Danach beendete die 20th Air Force die Angriffe auf Kōbe, da die Stadt als strategisches Ziel zu existieren aufgehört hatte. Ebenso gab es keine Industriebetriebe mehr, welche es zu bombardieren lohnte.

## Auswirkungen

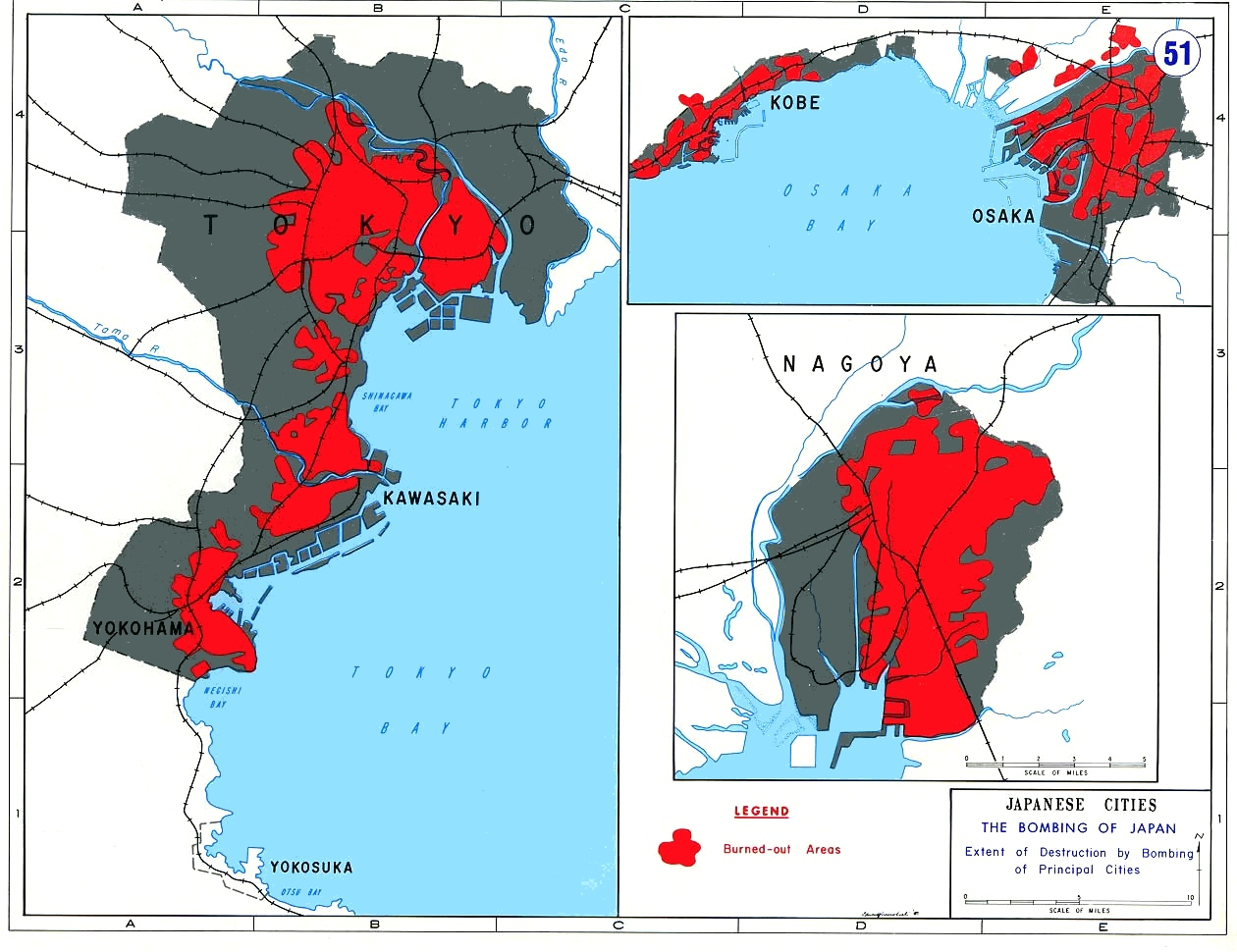
Bombenschäden an den japanischen Städten Kōbe, Tokio, Osaka und Nagoya

Die beiden von der USAAF gesetzten Ziele, die Zerstörung der Industrieviertel sowie die Bevölkerung zu dezimieren und zu zermürben, wurden gemäß den Auswertungen des USSBS mit Erfolg erreicht. Die Flächenangriffe mit Brandbomben verursachten enorme Schäden und forderten tausende Opfer unter der Zivilbevölkerung. Ebenso wurde auch das Präzisionsbombardement des Kawanishi-Flugzeugwerkes als Erfolg gewertet. Mit Hilfe der in den Bombern installierten fortschrittlichen AN/APQ-7 Eagle-Radarsystemen konnte das Einzelziel mit der geforderten Präzision bombardiert werden. Auch waren die japanischen Streitkräfte ab Ende Mai 1945 kaum noch zu einer wirkungsvollen Abwehr im Stande. Ein Großteil von Kōbes industrieller Kapazität wurde durch die Luftangriffe vernichtet, was zu einem starken Rückgang der Industrie- und Rüstungsproduktion führte.
Insgesamt wurden von der Twentieth Air Force 7.250,3 Tonnen Bomben auf Kōbe abgeworfen. Davon waren 6.710,4 Tonnen Brandbomben und 539,9 Tonnen Spreng- und Splitterbomben. Rund 94 % der Bombenlast wurde bei Flächenbombardements abgeworfen. Von der Stadtfläche wurde durch die Angriffe 18,6–22,8 km2 niedergebrannt. Von dem urbanen Gebiet wurden 55,7 % komplett zerstört oder stark beschädigt.
Durch die Bomben wurden 138.476 Gebäude zerstört und weitere 5.707 beschädigt. Die Angriffe forderten gemäß japanischen Angaben am Boden 6.297 Tote, 15.796 Verletzte und machten 452.059 Einwohner obdachlos. Weitere 174.921 Menschen verließen die Stadt eigenmächtig oder wurden evakuiert. Mitte August 1945 befanden sich von den zu Beginn der Bombardierungen in Kōbe lebenden Einwohnern nur noch 41 % in der Stadt.
Die wiederholten schweren Flächenangriffe führten zu einer zunehmenden Degenerierung des sozialen Gemeinschaftslebens. Durch die Angriffe brach die Wasser- und Stromversorgung in der Stadt weitgehend zusammen und trotz der Öffnung der noch intakten Nahrungsmitteldepots wurden die Nahrungsmittel bald knapp. Die Bergung und Versorgung der Überlebenden sowie die Aufräumarbeiten in der zu großen Teilen zerstörten Stadt gestalteten sich für die arg dezimierten Hilfskräfte extrem schwierig und aufwändig. Die Angriffe auf die Zivilbevölkerung stellten laut einer Nachkriegsbefragung durch das USSBS den stärksten Faktor dar, der die Bevölkerung davon überzeugte, dass der Krieg verloren sei.

## Literarische Aufarbeitung
Die Novelle Das Grab der Leuchtkäfer (Hotaru no Haka) von Akiyuki Nosaka schildert anschaulich den verzweifelten Kampf des vierzehnjährigen Jungen Seita und seiner vierjährigen Schwester Setsuko um das nackte Überleben in der niedergebrannten Stadt Kōbe. Schließlich verlassen beide Kinder die Stadt und Setsuko stirbt später an kriegsbedingter Unterernährung. Das Buch wurde 1963 mit dem renommierten Naoki-Preis ausgezeichnet und wurde danach auch außerhalb von Japan bekannt. Im Jahre 1988 erfolgte eine Umsetzung als Anime unter dem deutschen Titel Die letzten Glühwürmchen.